# Jacques Paul Migne
Jacques Paul Migne (ur. 25 października 1800 w Saint-Flour, zm. 25 października 1875 w Paryżu) – francuski ksiądz katolicki i wydawca, który zasłynął edycją najpełniejszego zbioru greckich i łacińskich tekstów Ojców Kościoła (Patrologiae cursus completus).

## Życiorys
Urodził się w Saint-Flour w departamencie Cantal, a teologię studiował Orleanie. Wyświęcony w 1824, otrzymał parafię w Puiseaux, w diecezji orleańskiej, gdzie jego ultrakatolickie sympatie rojalistowskie nie pasowały do lokalnego patriotyzmu i nowego reżimu Ludwika Filipa I. W 1833, po opublikowaniu pamfletu popadł w niełaskę u swojego biskupa, wskutek czego wyjechał do Paryża. Tam 3 listopada zapoczątkował wydawanie dziennika L'Univers religieux, który chciał trzymać z dala od politycznych wpływów. Szybko udało mu się znaleźć 1800 subskrybentów, dzięki czemu wydawał ten dziennik jeszcze przez trzy lata. W późniejszym okresie jego współwydawca Louis Veuillot przekształcił L'Univers religieux w organ ultramontański.
Doświadczenie z dziennikiem przekonało go do siły druku oraz wartości surowych informacji szeroko rozpowszechnianych. W 1836 otworzył swój dom wydawniczy przy Petit Montrouge na obrzeżach XIV. dzielnicy Paryża. Tam w błyskawicznym tempie przygotował liczne, sprzedawane w niskiej cenie, dzieła religijne przeznaczone dla niższego duchowieństwa. Najbardziej znane to Scripturae sacrae cursus completus (kompletny kurs Pisma Świętego), który zgromadził szeroki zestaw komentarzy do każdej z ksiąg Biblii, Theologiae cursus, (Kurs teologii) każdy w 28 tomach, (1840–45); Collection des auteurs sacrés (Zbiór autorów świętych w 100 tomach – 1846-48); Encyclopédie théologique (Encyklopedia teologiczna – 171 tomów, wydana w latach 1844–46).
Migne ominął struktury księgarskie bezpośrednimi subskrypcjami. Jego Imprimerie Catholique rozwinęło się w największe prywatne wydawnictwo we Francji. Niestety jednak, w nocy z 12 na 13 lutego 1868 pożar zniszczył przygotowane kolejne tomy dzieł oraz całą strukturę, która produkowała również akcesoria religijne. Pomimo ubezpieczeń, ks. Migne odzyskał jedynie znikomą część utraconego majątku.
Wkrótce potem arcybiskup Paryża zakazał mu kontynuowania działalności, a w końcu suspensował. Dalsze straty przyniosła wojna francusko-pruska w 1870. Następnie z kurii papieża Piusa IX nadszedł dekret potępiający wykorzystywanie intencji mszalnych do zakupu książek, z czego szczególnie znany był Migne.
Umarł, nie powracając już do minionego powodzenia, a jego wydawnictwo przeszło w 1876 w ręce braci Garnier.

## Patrologia
Mimo że prowadził szeroko zakrojoną działalność wydawniczą, szczególne znaczenie teologiczne ma jego wydanie pism łacińskich i greckich Ojców Kościoła: Patrologia Latina (PL), zbiór pism od Tertuliana do Innocentego III wydawany w latach 1844–45 i obejmujący 221 tomów, oraz Patrologia Graeca (PG), najpierw wydana tylko po łacinie (85 tomów do 1856), a następnie tekst oryginalny wraz z łacińskim tłumaczeniem od Barnaby do Soboru Florenckiego w 165 tomach wydanych w latach 1857–58. Trudno przecenić znaczenie tych serii w dziele popularyzacji pism Ojców Kościoła, ich systematyzacji i zebrania w jednej kolekcji, taniej i względnie dostępnej dla indywidualnego duchowieństwa oraz seminariów. Mimo wszystkich niedociągnięć wynikających z pośpiechu, Patrologia Migne'a pozostaje jak dotąd najobszerniejszym wydaniem tych pism, pozostając zawsze stałym i najważniejszym odniesieniem we wszelkich pracach patrologicznych.